# Anarchy Is What States Make of It
"Anarchy Is What States Make of It: The Social Construction of Power Politics" は、1992年にアレクサンダー・ウェントが発表した論文である。ウェントはこの論文の中で 国際関係理論への構成主義的アプローチを提唱し、リアリズム、リベラリズムに次ぐ第三の理論として注目された。 
ウェントは、 アナーキーは他の学派が主張するような国際システムに本来的に備わっている固有のものではなく、むしろシステム内の国家による構築されるものであると主張する。 ネオリアリズムやネオリベラリズム仮定に反して、国際関係の多くの性質は本来的に備わっている不可避の性質ではなく、国際社会によって構築される間主観であるとするのがこの論文の主張である。ウェントは以下の２点をコンストラクティブズムの主要な理論的前提であるとしている。 
- 人間社会による構造は物理的な力ではなく共有されるアイデア（間主観）によって決定される
- アクターのアイデンティティや選好は所与の条件ではなく共有されるアイデア（間主観）によって決定される